# Acropora echinata
Espèce
Statut de conservation UICN

 VU A4cde : Vulnérable
Statut CITES
Acropora echinata est une espèce de coraux appartenant à la famille des Acroporidae.

## Description et caractéristiques
Acropora echinata forme des colonies de type branchues. 

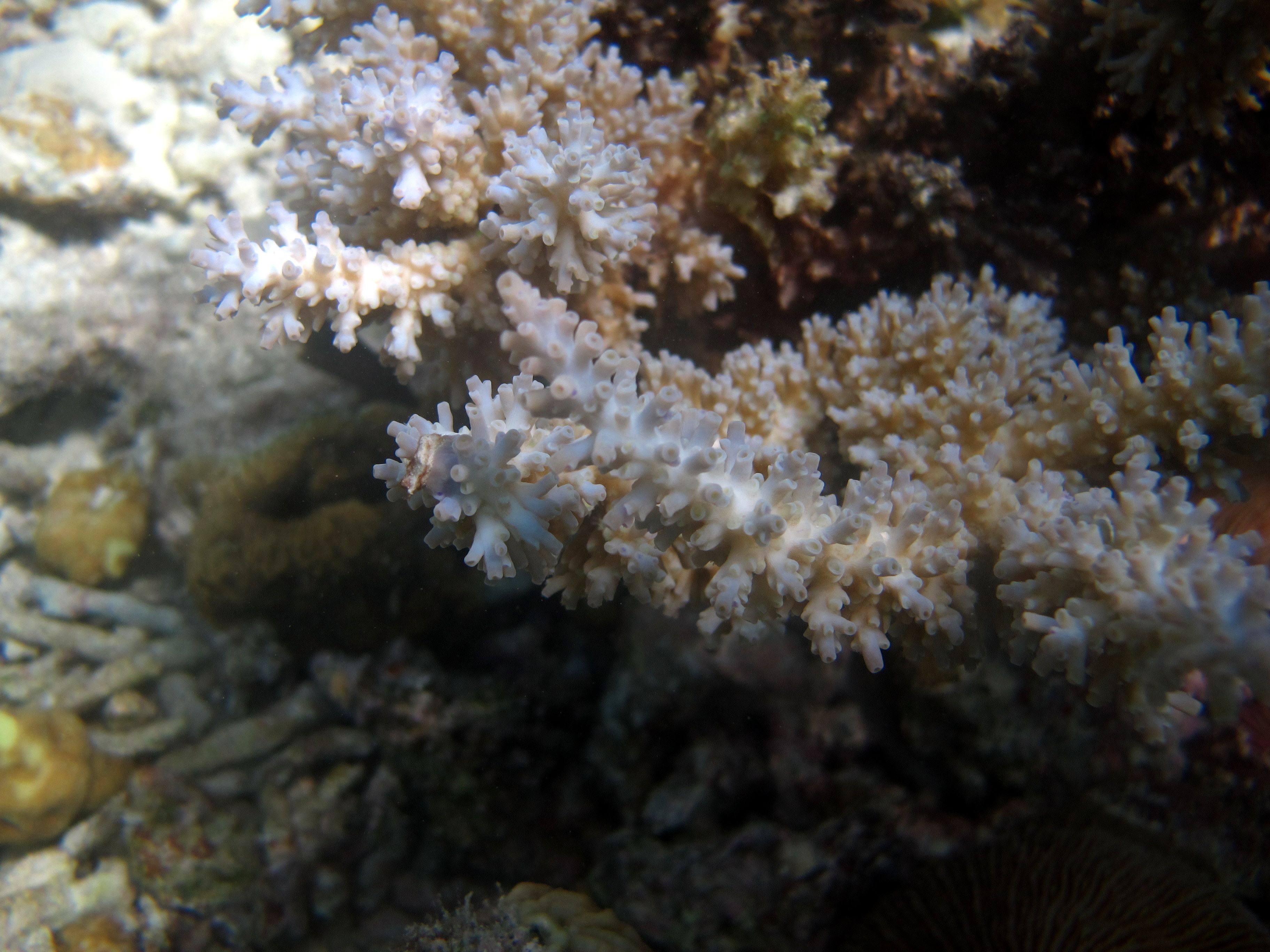
Gros plan sur les corallites

## Habitat et répartition
Cette espèce est répartie dans tout l'Indo-Pacifique tropical, mais de manière peu dense et discontinue. 

## Menaces
Cette espèce est classée comme « vulnérable » sur la Liste rouge de l'UICN.